# Dankwart Brinksmeier

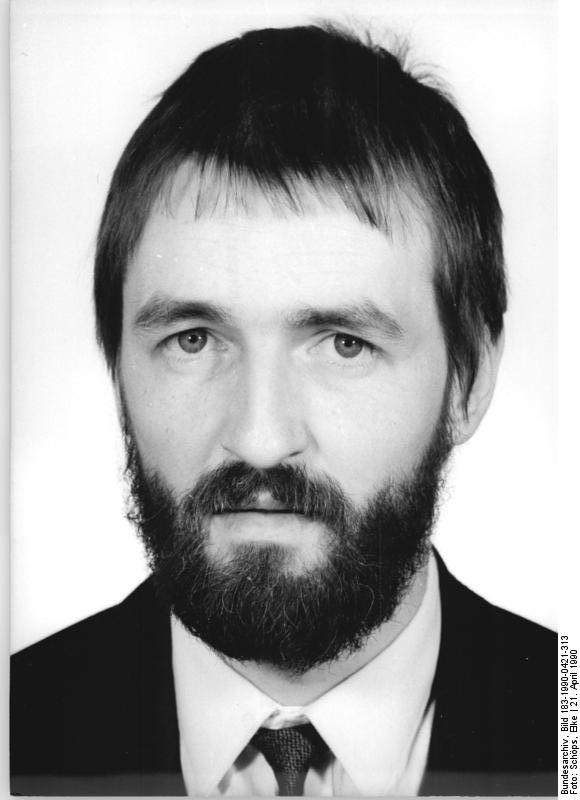
Dankwart Brinksmeier 1990

Dankwart Brinksmeier (* 11. Dezember 1956 in Naumburg (Saale)) ist deutscher evangelischer Pfarrer und war Mitbegründer der Sozialdemokratischen Partei in der DDR (SDP), die im Herbst 1989 entstand und später in der SPD aufging.
Der Sohn eines Theologen besuchte die Grundschule in Querfurt, die POS und die Kreuzschule in Dresden. Brinksmeier war Mitglied des Dresdner Kreuzchores. Von 1976 bis 1983 studierte er am Theologischen Seminar Leipzig, der späteren Kirchlichen Hochschule Leipzig. 1983 bis 1989 war er Jugendpfarrer des Kirchenkreises Aschersleben, danach Studentenpfarrer in Berlin.
Brinksmeier war Mitbegründer der SDP am 7. Oktober 1989 in Schwante und arbeitete beim Aufbau des Bezirksverbandes Berlin mit. 1990 war er an der Gründung des Bürgerkomitees „15. Januar“ beteiligt und arbeitete in der Arbeitsgruppe Sicherheit des Zentralen Runden Tisches mit. Im Februar und März war er als Regierungsbevollmächtigter des Innenministeriums für die Kontrolle der Auflösung des MfS verantwortlich. Vom 18. März bis 2. Oktober 1990 war er als Mitglied der SPD-Fraktion Abgeordneter der Volkskammer und Vorsitzender des Innenausschusses.
Nach der Volkskammerwahl 1990 hatte die SPD Brinksmeier für das ihr bei der Regierungsbildung zugesagte Amt eines Staatssekretärs im Innenministerium nominiert, aber Innenminister Peter-Michael Diestel und Ministerpräsident Lothar de Maizière lehnten es ab, ihn in dieses Amt zu berufen. Brinksmeier leitete den Volkskammerausschuss zur Überprüfung der  Abgeordneten auf eine eventuelle Mitarbeit im ehemaligen MfS. Nach monatelangen Auseinandersetzungen mit Diestel insbesondere um die Akteneinsicht wurde Brinksmeier am 23. August 1990 vom Volkskammerpräsidium abgesetzt und durch den Abgeordneten Peter Hildebrand ersetzt.
1990 kandidierte er erfolglos für den Bundestag. Von Oktober 1990 bis April 1991 war Brinksmeier arbeitslos und ab 1991 freier Mitarbeiter der Treuhandanstalt, danach Stadtbezirksrat und SPD-Kreisvorsitzender in Berlin-Mitte sowie Vorsitzender des Bernstein-Kautsky-Kreises. Später war er stellvertretender Bürgermeister von Strausberg.